# Colomerus vitis
Colomerus vitis är en spindeldjursart som först beskrevs av Arnold Pagenstecher 1857.  Colomerus vitis ingår i släktet Colomerus och familjen Eriophyidae. Inga underarter finns listade i Catalogue of Life.